# Gare de Houdeng-Gœgnies
La gare de Houdeng-Gœgnies est une gare ferroviaire belge, fermée et désaffectée, de la ligne 107, d'Écaussinnes à Y Saint-Vaast (La Louvière) et de la ligne 114, de Soignies à Houdeng-Gœgnies. Elle est située à Houdeng-Gœgnies, ancienne commune devenue une section la ville de La Louvière, dans la province de Hainaut en région wallonne.
Mise en service en 1860, elle est fermée aux voyageurs en 1965 et définitivement fermée en 1990.

## Situation ferroviaire
Établie à 122 mètres d'altitude, la gare de Houdeng-Gœgnies est située au point kilométrique (PK) 8,6 de la ligne 107, d'Écaussinnes à Y Saint-Vaast (La Louvière) (fermée), entre les gares d'Mignault et de La Louvière-Bouvy.
Gare de bifurcation Houdeng-Gœgnies est située au PK 0,0 de la ligne 114, de Soignies à Houdeng-Gœgnies (fermée), avant la gare de Rœulx (s'intercale la halte de Trieu-la-Vallée).

## Histoire
La gare de Houdeng-Gœgnies est mise en service par la Compagnie du chemin de fer du Centre le 20 janvier 1860, lors de l'ouverture de l'exploitation, au service des voyageurs et des marchandises, de la ligne d’Écaussinnes à Baume (Haine-Saint-Pierre).
Le 1er avril 1867 la gare est reprise en exploitation par la Compagnie des chemins de fer des bassins houillers du Hainaut suivant les conditions du traité d'exploitation conclu avec la Compagnie du Centre. Dans le cadre de la « convention du 25 avril 1870 entre la Compagnie des chemins de fer des bassins houillers du Hainaut, la Société générale d'exploitation de chemins de fer, et l'État belge », ce dernier reprend l'exploitation de leurs lignes de chemin de fer le 1er janvier 1871. Houdeng-Gœgnies devient alors une gare du réseau de l'État belge.
En 1876, elle devient une gare de bifurcation lorsque l'administration des chemins de fer de l'État belge crée une nouvelle ligne (actuelle ligne 114), de Soignies à Houdeng-Gœgnies, qui se connecte à la ligne 107.
L'aspect et les dimensions du premier bâtiment des recettes, érigé par le Chemin de fer du Centre n'est pas connu. En 1889, l’État remplaça cette première construction par un grand bâtiment. Une halle à marchandises fut également érigée ; ses dimensions seront plus tard doublées.

La gare au début des années 1900
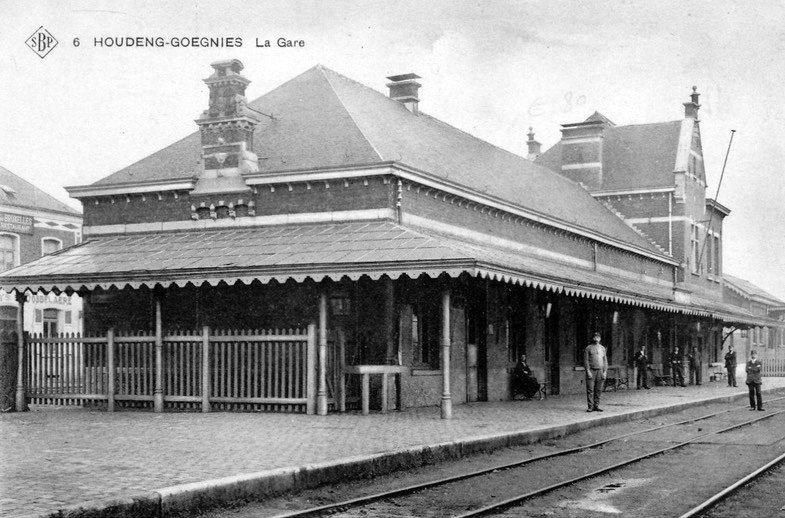
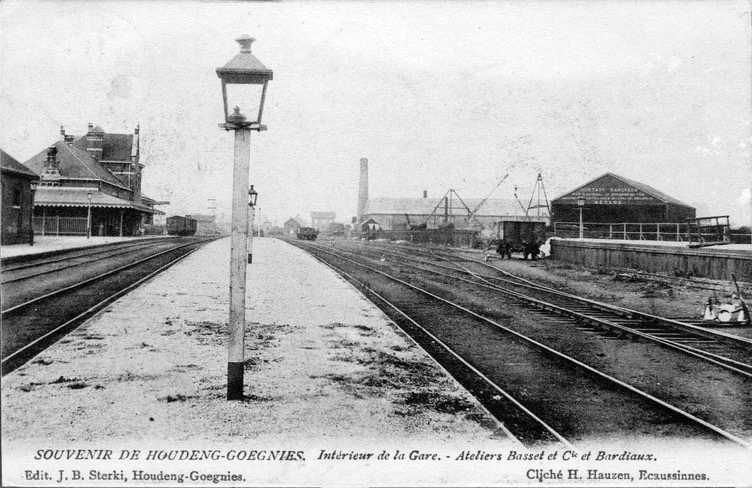

Le trafic des voyageurs prend fin le 17 janvier 1965 ; c'est aussi à partir de 1965 que la ligne fut fermée et démontée entre les gares de Mignault et d'Houdeng-Gœgnies. Des trains de marchandises locaux continuèrent à circuler entre La Louvière et Houdeng-Gœgnies, jusqu'en 1990. Cette section, qui était la dernière en service de la ligne 107, fut alors fermée et démontée.

## Patrimoine ferroviaire
Le bâtiment des recettes et la halle aux marchandises sont toujours présents sur le site. Le bâtiment daterait de 1889.
Il s’agit d'un grand bâtiment, de style éclectique, en brique avec des ornements de pierre qui présente des points communs avec celui, désormais démoli, de la gare d'Antoing. Une très longue aile de neuf travées, sans étage, sous un haut toit à croupe accueille les voyageurs, le guichet et le service des colis tandis que le logement de fonction du chef de gare, et peut-être son bureau, se trouvent dans une seconde partie, plus haute, avec des pignons aux façades longitudinales. Le soubassement, les cheminées, les pignons et entourages de fenêtres sont richement décorés tandis que la frise et la corniche sont plus dépouillés. Cette gare possède une marquise qui semble toujours exister.
À gauche de la gare se trouve la halle à marchandises, de type standard à cinq travées, qui remplace une construction plus ancienne bâtie à droite de la gare Ce bâtiment, qui a été agrandi au cours du XXe siècle par la construction d'une deuxième halle, identique à la première à laquelle elle est mitoyenne, a également échappé à la démolition.